# NGC 4089
NGC 4089 (również PGC 38298) – galaktyka eliptyczna (E), znajdująca się w gwiazdozbiorze Warkocza Bereniki. Odkrył ją Heinrich Louis d’Arrest 4 maja 1864 roku. Jest to galaktyka z aktywnym jądrem.